# Indolestes extraneus
Indolestes extraneus – gatunek ważki z rodziny pałątkowatych (Lestidae). Został opisany z Chin (prawdopodobnie z prowincji Jiangsu na wschodzie kraju). Takson ten niekiedy bywa uznawany za synonim Indolestes peregrinus.